# خوسيه سيجورا
خوسيه سيجورا (بالإسبانية: José Segura)‏ هو مدرب كرة قدم إسباني، ولد في 23 يناير 1961 في أولسيا دي مونتسيرات في إسبانيا.